# Терезе Бенедек
Терезе Бенедек (на унгарски: Benedek Teréz) е унгарски психоаналитик.

## Биография
Роден е в Будапеща, днес Унгария. Завършва медицина през 1915 г. в Университета в Будапеща. След това се подлага на обучителна анализа при Шандор Ференци, а през 1918 се мести със съпруга си Тибор в Лайпциг. Завършва аналитичното си обучение между 1921 – 1923 и започва да прави анализи и семинари под супервизията на Карл Абрахам и Макс Айтингон.
Решава да емигрира в САЩ през 1933 г., поради опасността от нацистите. Три години по-късно приема предложението на Франц Александер да оглави Чикагския институт за психоанализа.